# CCL Industries
CCL Industries Inc. er en canadisk multinational labelproducent med hovedkvarter i Toronto. CCL består af fem divisioner – CCL Label, CCL Container, Avery, Checkpoint og Innovia. De har 154 fabrikker og ca. 20.000 ansatte.
CCL blev etableret i 1951 som Connecticut Chemicals (Canada) Limited og i 1979 skiftede de navn til CCL Industries.